# ثوف (رماة)
'

تعديل مصدري - تعديل

ثوف هي إحدى قرى عزلة رماة بمديرية رماة التابعة لمحافظة حضرموت، بلغ تعداد سكانها 175 نسمة حسب تعداد اليمن لعام 2004.